# بوفونية
حشيشة الضفدعة أو بُوفونِيَة هو جنس من النباتات المزهرة التي تنتمي إلى الفصيلة القرنفلية.